# Echinidea
Echinidea Kroh & Smith, 2010 è un infraordine di ricci di mare dell'ordine Camarodonta.

## Tassonomia
Comprende le seguenti famiglie:
- Famiglia Echinidae Gray, 1825
- Famiglia Parechinidae Mortensen, 1903

Superfamiglia Odontophora Kroh & Smith, 2010
- Famiglia Echinometridae Gray, 1855
- Famiglia Strongylocentrotidae Gregory, 1900
- Famiglia Toxopneustidae Troschel, 1872

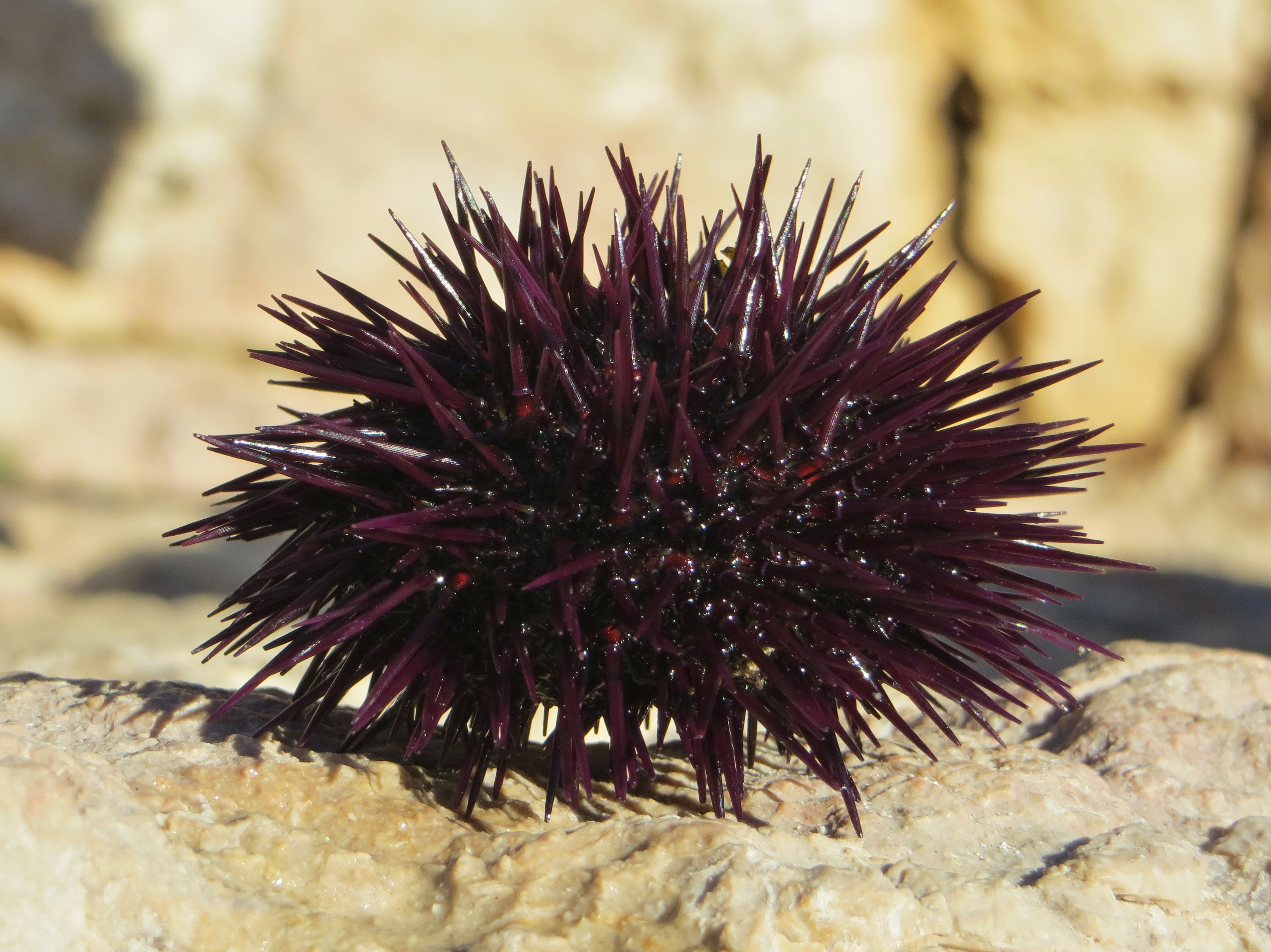
Paracentrotus lividus
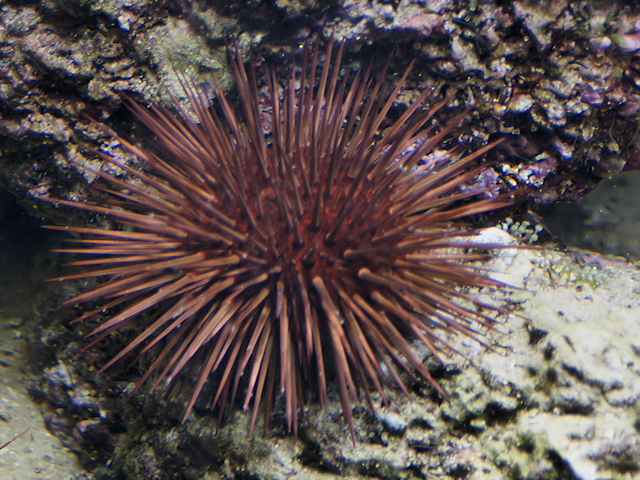
Echinometra lucunter
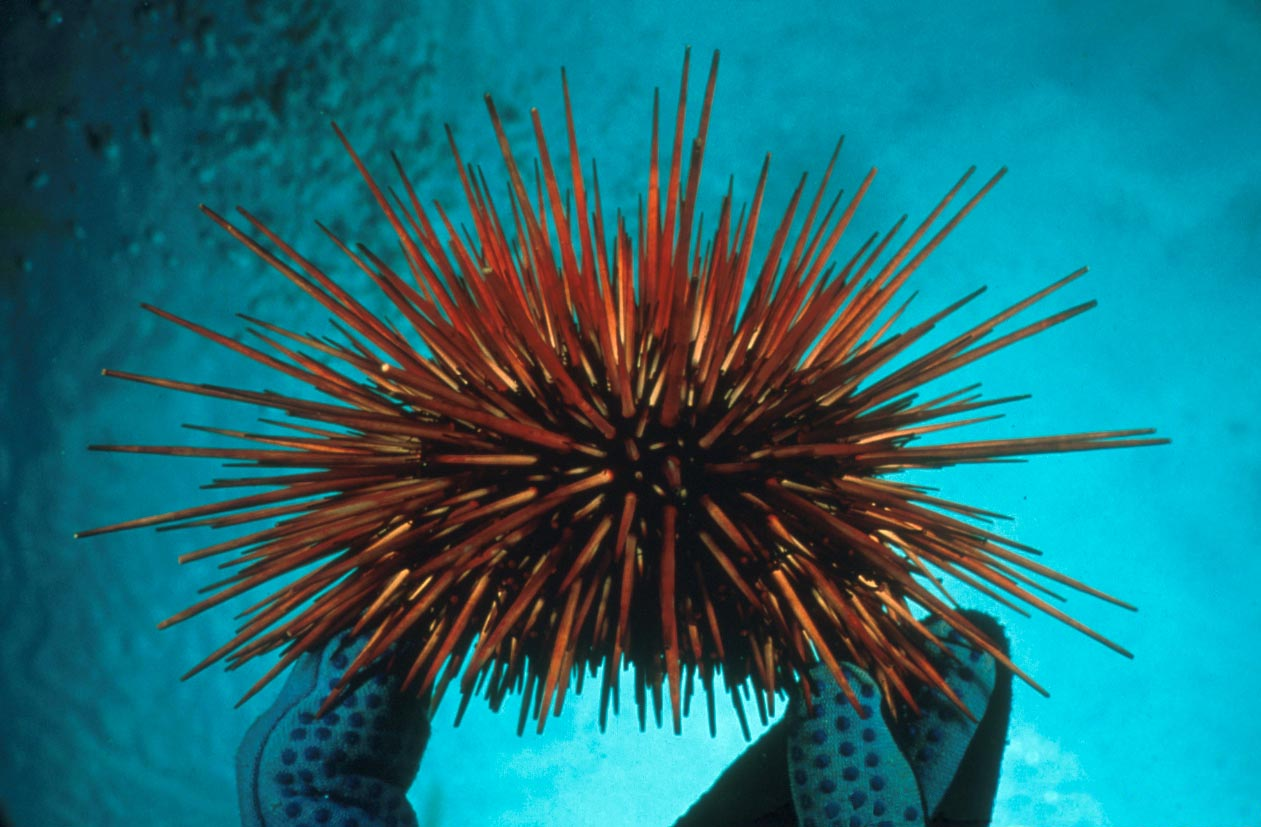
Strongylocentrotus franciscanus

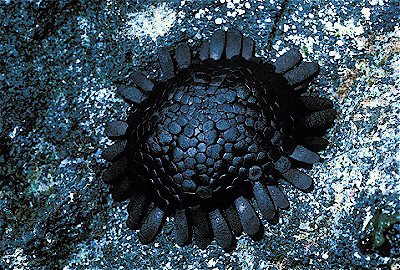
Colobocentrotus atratus
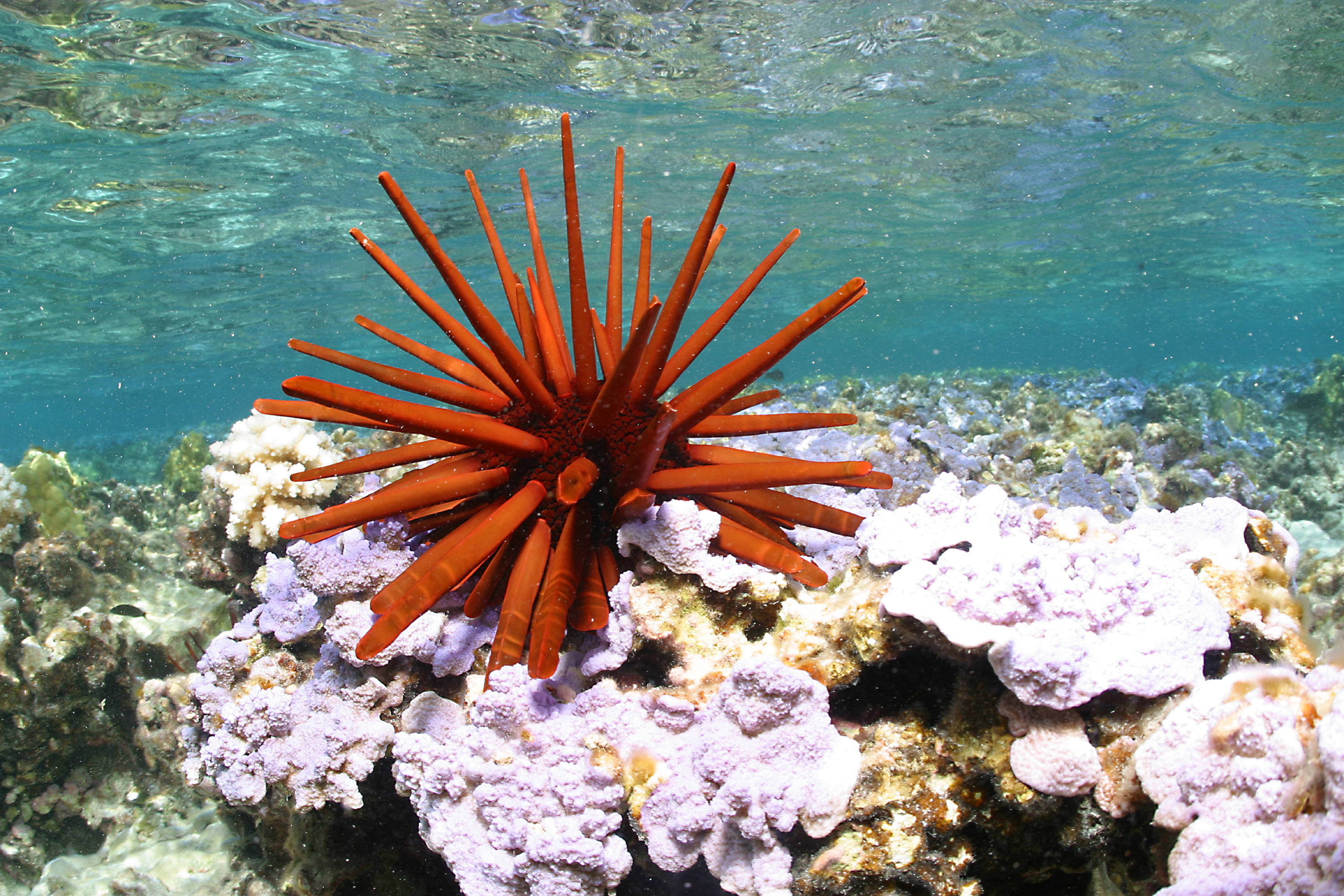
Heterocentrotus mammillatus